# Jaun Zuria
Jaun Zuria («Señor Blanco») (Vizcaya, 820 - ibídem, 909) es el mítico primer señor de Vizcaya que venció a las tropas asturianas en la también mítica batalla de Padura, persiguiendo a los invasores hasta llegar al Árbol Malato, en el que estableció la frontera de Vizcaya. 

## La versión de Lope García de Salazar
En el siglo XV, el señor banderizo Lope García de Salazar adaptó una historia del Libro de los Linajes de Pedro de Barcellos, haciendo de Jaun de Zuria un noble elegido por los vizcaínos como jefe militar para dirigirles en su lucha contra los asturianos en la mítica batalla de Arrigorriaga o Padura. Tras la batalla, decidieron nombrarle Señor de Vizcaya. Al morir en la batalla el Señor de Durango, y casarse Jaun Zuria con su hija, pasó a ser también Señor del Duranguesado, al que concedió sus fueros.
A su muerte heredó el Señorío su hijo Munso o Nunso López (909-920), que fue apresado por los moros estando al servicio del Conde de Castilla. Lo liberó su hijo Íñigo Esquira canjeándolo por un notable moro que había apresado, pero ambos discutieron, resultando en un juicio de Dios en el que el padre resultó muerto. Pasó a ser Señor de Vizcaya Íñigo Esquira. Según Salazar, canjeó las Encartaciones a los reyes de Asturias por otros territorios que había conquistado, dotándolas también de fueros. Y fue el primero en titularse Conde de Vizcaya.

## Matrimonio y descendencia
Contrajo matrimonio con: 
- Íñiga de Cantabria, con la que tuvo a Munio (Nunso) López, señor de Vizcaya.
- Dalda Estiguiz, hija del señor de Durango, con la que tuvo a Íñigo López, señor de Vizcaya.